# Янкова, Тамара
Тама́ра Гео́ргиева Я́нкова (болг. Тамара Георгиева Янкова; 5 апреля 1907, Пловдив, Болгария — 15 октября 1983, София, Болгария) — болгарская пианистка и педагог. Народная артистка НРБ.
Внучка народной певицы Елены Янковой, дочь собирателя народных песен Георги Янкова, сестра пианистки Елены Янковой-Колтоновской.

## Биография
Начальное музыкальное образование получила в семье. В 1961 году окончила Государственную музыкальную академию по классу фортепиано у Генриха Визнера и Андрея Стоянова. Совершенствовалась в Вене у Юлия Исерлиса. С 1925 года гастролировала на родине и за рубежом (в СССР выступала в 1962 году). С 1932 года преподавала в Болгарской консерватории, где в 1944 году стала профессором, а в 1958 году — заведующей кафедрой. Среди учеников Константин Ганев и другие. Была первой исполнительницей в Болгарии произведений Скрябина, Рахманинова, Метнера, Прокофьева и других российских композиторов. Автор методических работ по фортепианному искусству. Член БКП с 1961 года.

## Награды
- 1952 — Димитровская премия
- 1965 — Заслуженная артистка НРБ
- 1979 — Народная артистка НРБ

## Сочинения
- Клавирно изкуство. — София, 1959.  (болг.)
- Принципите на Станиславски отразени в музыкалното изпълнителско изкуство. — София, 1962.  (болг.)